# Visconde de Rio Torto
Visconde de Rio Torto é um título nobiliárquico criado por D. Carlos I de Portugal, por Decreto de 14 de Julho de 1898, e confirmado por Carta de 11 de agosto de 1898, em favor de Joaquim Martins da Cunha, antes 1.º Barão de Rio Torto.
Titulares
1. Joaquim Martins da Cunha, 1.º Barão e 1.º Visconde de Rio Torto.

Após a Implantação da República Portuguesa, e com o fim do sistema nobiliárquico, usaram o título: 
1. Joaquim Martins da Cunha e Almeida, 2.º Visconde de Rio Torto;
2. Vasco Maria de Queirós Ataíde e Lemos Martins da Cunha, 3.º Visconde de Rio Torto;
3. Pedro Maria Abranches Ferreira Martins da Cunha, 4.º Visconde de Rio Torto.